# Alpout, Goranboj
Alpout är en ort i Azerbajdzjan.   Den ligger i distriktet Goranboj, i den centrala delen av landet, 290 kilometer väster om huvudstaden Baku. Alpout ligger 201 meter över havet och antalet invånare är 1 070.
Terrängen runt Alpout är platt. Runt Alpout är det ganska tätbefolkat, med 70 invånare per kvadratkilometer.. Närmaste större samhälle är Ganja, 16,7 kilometer sydväst om Alpout.
Trakten runt Alpout består till största delen av jordbruksmark.